# Sergej Klimov
Sergej Alexadrovitsj Klimov (Russisch: Сергей Александрович Климов) (Sint-Petersburg, 7 juli 1980) is een Russisch wielrenner. Hij verruilde in 2012 Team Katjoesja voor Team RusVelo.

## Belangrijkste overwinningen
1998
- Wereldkampioen Puntenkoers (baan), Junioren

2001
- 3e etappe Ronde van Normandië

2003
- 5e etappe deel B Volta Ciclista Provincia Tarragona

2013
- 3e etappe Five Rings of Moscow

## Resultaten in voornaamste wedstrijden
| Jaar | Ronde van Italië | Ronde van Frankrijk | Ronde van Spanje |
| ---- | ---------------- | ------------------- | ---------------- |
| 2008 | 110e             |                     |                  |
| 2009 | 137e             |                     |                  |
| 2010 | 94e              |                     |                  |

| Jaar | Milaan-San Remo | Amstel Gold Race | Luik-Bast.‑Luik | Ronde van Lombardije | Waalse Pijl | Parijs-Brussel |
| ---- | --------------- | ---------------- | --------------- | -------------------- | ----------- | -------------- |
| 2008 |                 |                  |                 | 30e                  | 96e         | 16e            |
| 2009 | 76e             | 91e              | 115e            | 94e                  | 79e         |                |
| 2010 |                 | 92e              |                 |                      | 124e        | 129e           |

Broett · 
Ignatjev ·
Kazakov · 
Klimov · 
Krestjaninov · 
Mindlin ·     
Rovny · 
Serov · 
Sjtsjekoenov ·
Tinkov · 
Troesov · 
Tsjernetski
Aggiano · 
Broett · 
Commesso ·
Contrini ·
Hamilton · 
Hondo (tot 30/04) · 
Ignatjev ·
Jaksche (tot 30/06) ·
Kiryjenka · 
Klimov · 
Marzoli · 
Mindlin · 
Petrov ·    
Rovny · 
Serov · 
Serrano ·  
Troesov · 
Tsjernetski ·
Weigold ·
Bisolti (stagiair) ·
Gottfried (stagiair) ·
Riccio (stagiair)   
Broett · 
Chatoentsev ·
Contrini ·
Gottfried · 
Ignatjev ·
Jeskov ·
Kiryjenka · 
Klimov · 
Loddo ·  
Mazzanti · 
Pedraza ·  
Petrov ·  
Riccio ·
Rovny · 
Serov · 
Serrano ·  
Sobal ·
Troesov · 
Tsjernetski ·
Contoli (stagiair) ·
Graziato (stagiair) ·
Marycz (stagiair)   
Bodrogi · 
Botsjarov ·
Broett · 
Colom · 
Dehaes (tot 30/06) ·
Galimzjanov ·
Horrach · 
Ignatjev · 
Ivanov ·
Jeskov ·
Karpets · 
Klimov · 
Markov · 
Mazzanti · 
McEwen · 
Michajlov ·  
Napolitano · 
Petrov · 
Pfannberger · 
Pozzato · 
Rovny · 
Serov · 
Steegmans (tot 31/07) · 
Swift · 
Troesov · 
Vandenbergh · 
Vantomme ·
Debusschere (stagiair) ·
Ovetsjkin (stagiair) 
Bandiera · 
Bodrogi · 
Botsjarov ·
Broett · 
Caruso ·
Chalilov ·
Galimzjanov ·
Goesev ·
Horrach · 
Ignatjev · 
Ivanov ·
Jeskov ·
Karpets ·
Kirchen (tot 31/07) · 
Klimov · 
Kolobnev ·
Kritski ·
Mazzanti · 
McEwen ·   
Napolitano ·
Ovetsjkin · 
Petrov · 
Pliușchin · 
Pozzato · 
Rodríguez · 
Silin · 
Troesov · 
Vandenbergh · 
Vantomme ·
Vorganov ·
Antonov (stagiair) ·
Mironov (stagiair) ·
Porsev (stagiair)
Arguelyes · Chatoentsev · Firsanov · Jersjov · Jeskov · Kajkov · Klimov · I. Kovaljov · J. Kovaljov · Kozontsjoek · Krasnov · Markov · Manakov · Mironov · Ovetsjkin · Rovny · Savitski · Serov · Troesov · Valinin · Zoebov
Bojev · Firsanov · Klimov · Jersjov · Kotsjetkov · I. Kovaljov · J. Kovaljov · Krasnov · Majkin · Manakov · Mironov · Ovetsjkin · Pomosjnikov · Rybakov · Savitski · Serov · Solomennikov · Tatarinov · Zakarin
Balykin · Bojev · Firsanov · Jersjov · Klimov · Krasnov · Kritski · Lagoetin · Majkin · Ovetsjkin · Pomosjnikov · Pozdnjakov · Serov · Solomennikov · Tatarinov · Zakarin